# Кримски мост
Кримски мост (рус. Крымский мост), познат и као Керчки мост (рус. Ке́рченский мост) и мост преко Керчког пролаза (рус. мост че́рез Ке́рченский проли́в), је друмско-железнички мост у Русији преко Керчког мореуза који спаја град Керч и Кримско полуострво са континенталним делом земље (Темрјучки рејон Краснодарске покрајине). Део моста пролази преко острва Тузле и Тузланске косе. 
Градња моста започета је у априлу 2015, а пуштање у саобраћај за друмска возила планирано је за децембар 2018. године. Сам мост и прилазни путеви ка њему део су руског аутопута А290 Керч−Новоросијск, односно Р260 „Таврида” Керч−Симферопољ−Севастопољ.
Мост има лучну конструкцију са распоном сваког појединачног лука од 227 метара. Укупна дужина моста је 18,1 км, максимална висина конструкције је 80 метара, а висина саобраћајних трака у односу на ниво мора је максимално 35 метара. Трошкови градње моста процењени су на око 300 милијарди рубаља.